# 三輪素麺

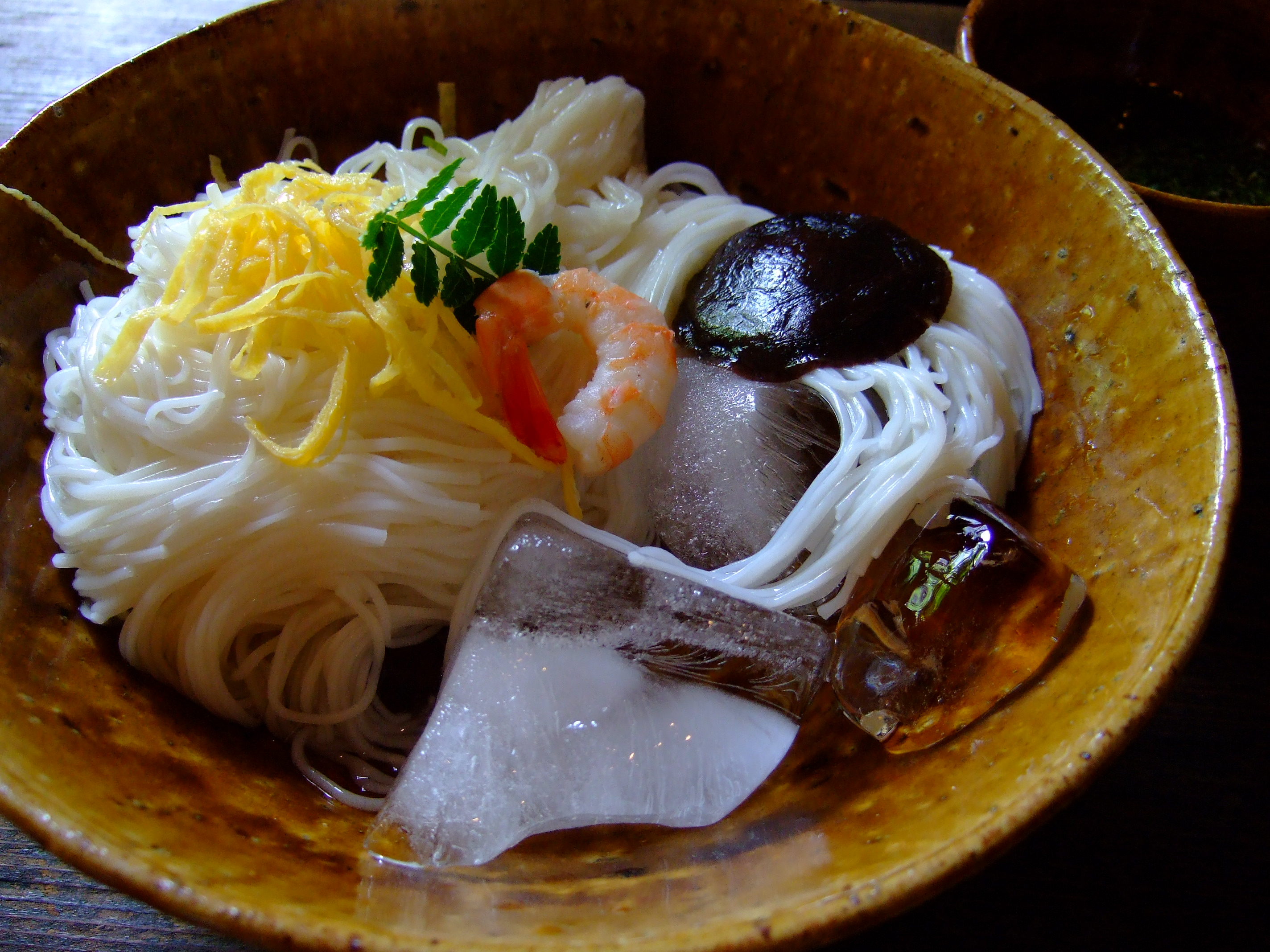
錦糸卵、海老、シイタケを添えた三輪素麺の調理例

三輪素麺（みわそうめん）は、奈良県桜井市を中心とした三輪地方で生産されている素麺で、特産品となっている。三輪地方は素麺発祥の地とも言われる。

## 歴史
奈良時代の遣唐使により、小麦栽培・製粉技術が伝えられたとされている。素麺は、『延喜式』（平安時代中期）に書かれた唐から伝来した唐菓子の一つの索餅（和名「麦縄」とも言う）が原型で、派生変化したとの説がある。索餅は、小麦粉と米粉に塩を加えて縄状にした乾麺だが、詳しい形状は伝わらず、索餅という名から素麺や饂飩よりも太いとの推定もされている。奈良時代には索餅は米の端境期を乗り越える夏の保存食であり、長屋王邸宅跡（奈良市）から出土した木簡の記載が最も古い記録である。『正倉院文書』にも平城京での索餅の取引きの記録が残る。
伝説では、大和三輪の大物主命の五世の孫である大田田根子命の、その十五世の孫である従五位上大神主大神朝臣狭井久佐（大神朝臣三枝）の次男穀主が、飢饉と疫病に苦しむ民の救済を祈願したところ神の啓示を賜り、三輪の地で小麦をつくり素麺を初めて作ったという。この縁で、大神（おおみわ）神社祭神は素麺作りの守護神とされ、毎年2月5日には、その年の生産者と卸業者の初取引の卸値の参考価格を神前で占う「卜定祭」が営まれている。

## 製法と特徴

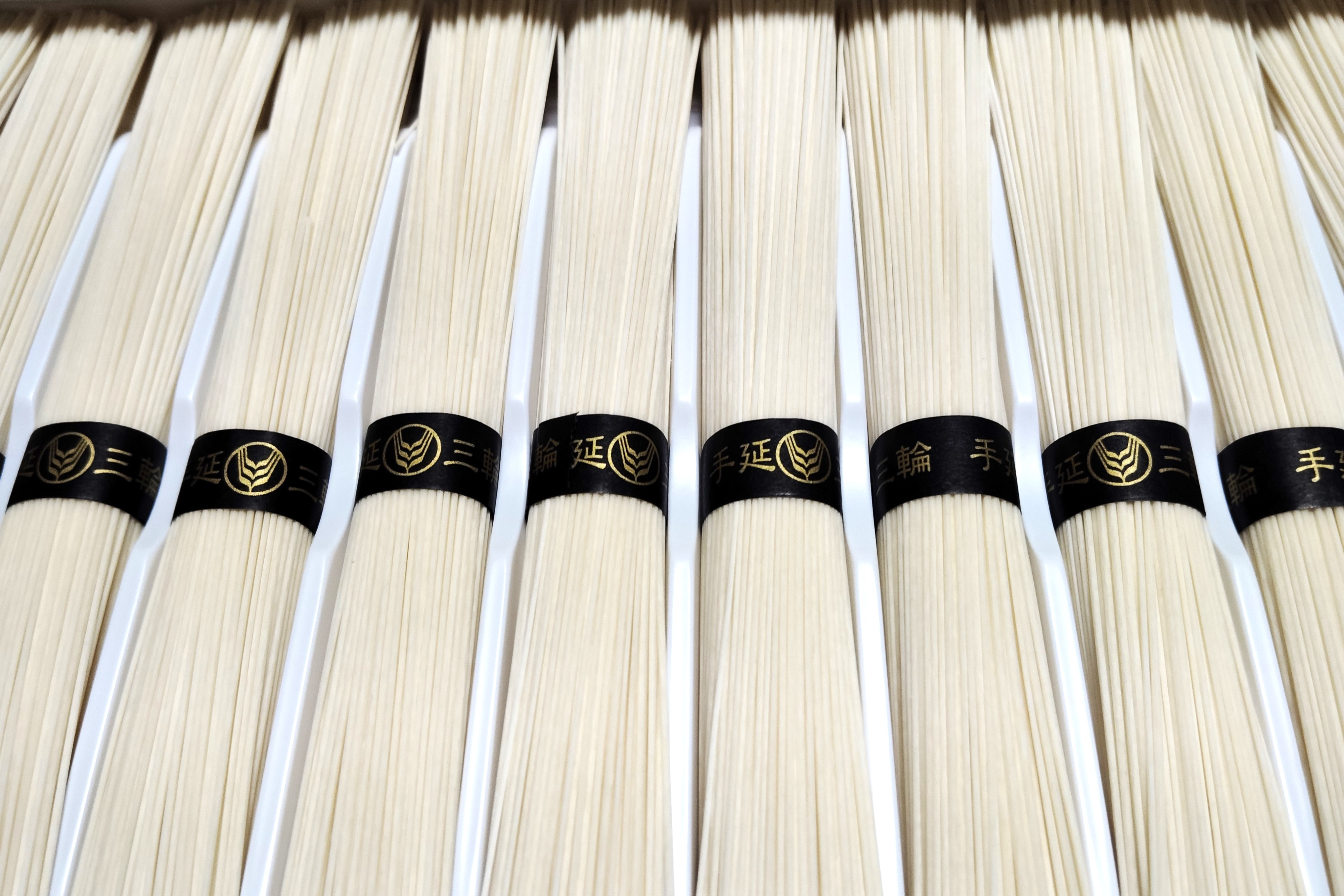
木箱に入った状態の「誉」

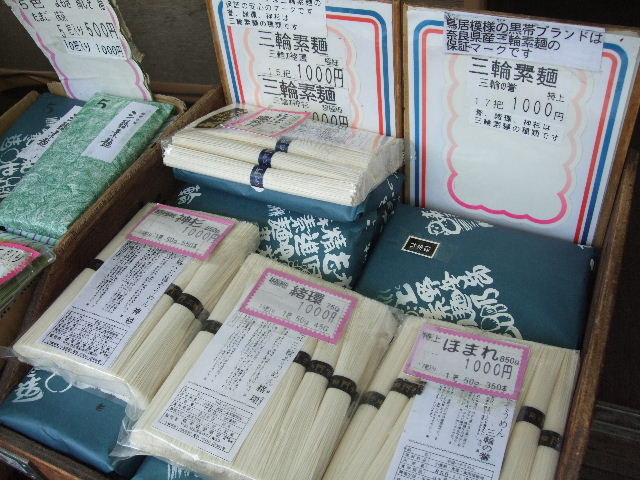
店舗で売られている「神杉」「緒環」「誉」

原料に小麦粉を使い極寒期に手延べ法により精製したもので、腰のしっかりした煮くずれしにくい独特の歯ごたえと舌ざわりの良さを特徴とする。製造から1年以上寝かしたものを『古物（ひねもの）』、2年以上は『大古（おおひね）』と呼ばれ珍重される。伝統ある三輪では、昔は素麺のランク（細さ）を上から、
- 神杉（かみすぎ）…極細の最高級品
- 緒環（おだまき）･･･神杉より少々太い高級品
- 瑞垣（みずがき）･･･誉より少し細い高級品
- 誉（ほまれ）･･･通常の三輪素麺

の大きく4つに区分していた。しかし最近は各メーカーで独自に生産する素麺の方が細くなり、この区分は不明確となっている。一般的には瑞垣（鳥居の金帯）、誉（鳥居の黒帯）という大まかな区分けがされている。
細さでは三輪山本の白髪・白龍、あるいは池利の蒼龍の糸など、細さを極限まで追求したこだわり麺もある。ただし主力の白髪・白龍などは長崎県南島原市の自社工場で製麺しており、三輪素麺と表示されていない。

## 産地表示問題
1983年4月から産地表示が規制されていた。2002年7月に大手の販売業者3社が長崎県産の素麺を『三輪素麺』として販売していたとして、農水省の立入検査と改善の指導を受けている。長崎県産の素麺の市場価格が三輪と比較してずっと安価であったため、三輪素麺の安定供給のために常習的に使用していた。2002年奈良県内の生産量は18キロ入りで約15万箱との推定だが、実際に「三輪素麺」を表示しての流通品は、60-80万箱もあった。県外産を使い、14業者が協同組合を自主脱退や除名された。2002年8月、奈良県が産地表示問題で調査したところ、解消していたと発表した。
対処
三輪に本社を置く各企業が作る素麺と、生産者の団体「奈良県三輪素麺工業協同組合」が取り仕切る素麺の2つがある。長崎県産を仕入れながら「三輪」の表示を使用していた大手素麺業者に対し、工業協同組合は三輪で作られたものでしか「三輪素麺」と呼べないとし、鳥居のマークをその依りどころとして、農水省「手延べそうめん」品質表示基準より厳密な組合自主基準で、組合員の製造した素麺のみ、品質保証の証に鳥居印の帯紙と、鳥居マークのラベルを貼付していると表明している。また組合として各企業に工業組合員生産の素麺を仕入れるように依頼している。そして各メーカーは自社で作る三輪素麺とともに、組合を通した素麺も販売している。メーカーのうち、池利は奈良県内生産の確立を表明し桜井市大泉に年産5万箱の大型工場を1982年10月に完成させた。9社も奈良県内生産をした。他社では、奈良県内での生産ではない場合、三輪素麺とは表示せず「三輪そうめん山本」などを筆頭に自社ブランドで販売した、その後2017年に創業300年を迎え「三輪山本」に社名とブランド名が変更された。

## 三輪素麺のブランド力向上
2015年、三輪素麺工業協同組合と三輪素麺販売協議会は「三輪素麺」のブランド強化に取り組むことを発表し、統一ブランド商品の開発、共同配送などを行う。さらに農林水産省の地理的表示保護制度(GI)への登録を活動し、2016年3月29日三輪素麺が生産地・奈良県全域として登録の公示がされ、これにより、地理的表示法により知的財産権として表示の保護がされるようになった。

## そうめん条例
2017年には桜井市でそうめん条例が制定された。三輪素麺の普及のために、三輪素麺を食べる習慣を広め、伝統文化への理解の促進を目的に、市が、三輪素麺の普及を促進するために必要な措置を講じるよう努める、と市と事業者の取り組みに市民の協力を求めるもの。